# Synagelides tukchensis
Synagelides tukchensis är en spindelart som beskrevs av Andrzej Bohdanowicz 1987. Synagelides tukchensis ingår i släktet Synagelides och familjen hoppspindlar. Inga underarter finns listade i Catalogue of Life.